# Cine collage
Cine collage  o cine de re-apropiación es un estilo de  película creado por la yuxtaposición de material de archivo de diferentes fuentes. Este término también ha sido aplicado al collage físico de materiales dentro de la película de cine.

## Raíces surrealistas del cine collage
El surrealismo es un movimiento el cual juega un rol esencial en la creación del cine collage. En 1936, Joseph Cornell produjo una de las primeras películas de cine collage con su re ensamblaje de East of Borneo (1931), combinado piezas de otras películas, él creó un nuevo trabajo el cual tituló Rose Hobart inspirado en la actriz principal. Cuando Salvador Dalí vio el filme, entró en un estado de cólera, ya que creía que Cornell había tomado la idea basándose en su trabajo e ideología. Pero Adrián Brunel  había realizado, doce años antes, Crossing the Great Sagrada (1924) y Henri Storck se concibió, cuatro años antes con Story of the Unknown soldier (Histoire du soldat inconnu) (1932.)
La idea de combinar filmes de diferentes fuentes también hace referencia a otro artista surrealista André Breton. En la ciudad de Nantes, él y su amigo Jacques Vaché,  se trasladaban de un cine a otro sin quedarse a ver una función completa.

## Renacimiento
Un renacimiento de la re-apropiación cinematográfica surge después de la película de Bruce Conner nombrada A Movie (1958). Este filme mezcla películas patrocinadas en  montaje dialéctico. Una famosa secuencia hecha de clips aleatorios nos muestra: "un capitán de submarino que parece ver a una mujer ligera de ropa a través de su periscopio y responde disparando un torpedo que produce una explosión nuclear seguido por enormes olas montados por jinetes de tablas de surf." Conner continuó produciendo filmes como Report y Take the 5:10 to Dreamland entre otros.
Trabajando en el National Film Board of Canada (NFB) en 1960s, Arthur Lipsett creó filmes collage como:  Very Nice, Very Nice (1961) y 21-87 (1963), completamente compuestos por materiales cinematográficos descartados durante el editaje de otros filmes.

## Ejemplos recientes
Otro notable usuario de esta técnica es Craig Baldwin en films como Spectors of the Spectrum, Tribulation 99 y O No Coronado. Bill Morrisson, por ejemplo, usa archivos cinematográficos perdidos y abandonados en archivos filmográficos en su trabajo del 2002 Decasia. Una entrada similar en los cánones de re-apropiación es el filme de Peter Delpeut Lyrical Nitrate (1991).
La técnica fue empleada en el 2008 en el filme The Memories of Angels, una oda visual a Montreal compuesta por "fotografías disponibles para filmes" de más de 120 films provenientes de NFB que datan de los años 1950s y 1960s. Terence Davies usa una técnica similar para crear  Of Time and the City, recordando su vida creciendo en Liverpool durante los años 1950 y 1960, usando material de noticiarios y documentales, complementado por sus propios comentarios como locución, y una banda sonora de música clásica y contemporánea.

## Comedias
Algunos de los primeros collages surrealistas fueron trabajos humorísticos. Esta tradición de usar el cine collage con un propósito humorístico puede ser apreciada posteriormente en filmes comerciales como el primer filme de  Woody Allen, What's Up, Tiger Lily?, en el cual Allen toma el filme japonés de Senkichi Taniguchi, al cual realiza una reedición completa, además de que compone otro soundtrack hecho con diálogos propios para un efecto cómico. También existe la comedia de Carl Reiner (1982) Dead Men Don't Wear Plaid, la cual incorpora metraje de aproximadamente dos docenas de películas clásicas de film noir, acompañado con secuencias de películas de Steve Martin.

## Collage de filmes físicos
Algunos cineastas se han tomado el trabajo del cine de collage más literalmente; un ejemplo de esto es Stan Brakhage, quien crea películas por collage de objetos encontrados entre la acción de las películas, después de pasar los resultados por una impresora óptica, como en Mothlight y The Garden of Earthly Delights.